# مانويل مونت
مانويل مونت (بالإسبانية: Manuel Francisco Antonio Julián Montt Torres) (و. 1809 – 1880 م) هو سياسي، دبلوماسي، محام من تشيلي .

## التعليم
تعلم في جامعة تشيلي.

## روابط خارجية
- مانويل مونت على موقع الموسوعة البريطانية (الإنجليزية)